# Görögország címere

Görögország címere

Görögország címere egy kék színű pajzs, rajta egy fehér kereszttel. A pajzsot oldalról zöld babérkoszorú veszi körül. A jelképet 1973, a monarchia és a katonai junta megszüntetése óta használják.